# (4688) 1980 WF
(4688) 1980 WF est un astéroïde géocroiseur de type Amor découvert par Charles T. Kowal le 29 novembre 1980.